# Ciência
Ciência é um esforço rigoroso e sistemático que constrói e organiza o conhecimento na forma de explicações e previsões testáveis sobre o mundo. A ciência moderna é normalmente dividida em três ramos principais: as ciências naturais (por exemplo, física, química e biologia), que estudam o mundo físico; as ciências sociais (por exemplo, economia, psicologia e sociologia), que estudam indivíduos e sociedades; e as ciências formais (como lógica, matemática e ciência da computação teórica), que estudam sistemas formais, governados por axiomas e regras. Há desacordo se as ciências formais são disciplinas científicas, visto que não dependem de evidências empíricas. As ciências aplicadas são disciplinas que utilizam o conhecimento científico para fins práticos, como a engenharia e a medicina.
A história da ciência abrange a maior parte do registro histórico. Os primeiros escritos de predecessores identificáveis da ciência moderna datam da Idade do Bronze no Antigo Egito e na Mesopotâmia, por volta de 3.000-1.200 a.C.. Tais contribuições para a matemática, astronomia e medicina moldaram a filosofia natural grega da antiguidade clássica, por meio da qual foram feitas tentativas formais de explicar eventos no mundo físico com base em causas naturais. Enquanto avanços adicionais, como a introdução do sistema numérico hindu-arábico, foram feitos durante a chamada Idade de Ouro da Índia Antiga.(p12) A pesquisa científica deteriorou-se nessas regiões após a queda do Império Romano do Ocidente durante o início da Idade Média (400 a 1000 d.C.), mas nos renascimentos medievais (renascimento carolíngio, renascimento otoniano e renascimento do século XII) os estudos floresceram novamente. Alguns manuscritos gregos antigos perdidos na Europa Ocidental foram preservados e expandidos no Oriente Médio durante a Idade de Ouro Islâmica e, mais tarde, pelos esforços de estudiosos gregos bizantinos, que trouxeram manuscritos gregos do moribundo Império Bizantino para a Europa Ocidental durante o período do Renascimento.
A recuperação e assimilação de obras gregas e pesquisas islâmicas na Europa Ocidental do século X ao XII reviveu a "filosofia natural", que mais tarde foi transformada pela Revolução Científica que começou no século XVI, à medida que novas ideias e descobertas partiram de concepções e tradições gregas anteriores. O método científico logo desempenhou um papel maior na criação de conhecimento e foi somente no século XIX que muitas das características institucionais e profissionais da ciência começaram a tomar forma, junto com a mudança da "filosofia natural" para "ciência natural".
Novos conhecimentos são criados por pesquisas de cientistas motivados pela curiosidade sobre o mundo em que vivem e pelo desejo de resolver problemas. A pesquisa científica contemporânea é altamente colaborativa e geralmente é feita por equipes em instituições acadêmicas e institutos de pesquisa, agências governamentais e empresas. O impacto prático do seu trabalho levou ao surgimento de políticas científicas que procuram influenciar o empreendimento científico, priorizando o desenvolvimento ético e moral de produtos comerciais, armamentos, assistência médica, infraestruturas públicas e proteção ambiental.

## Etimologia
A palavra ciência tem origem na palavra latina scientia, que significa "conhecimento, consciência, compreensão". É um substantivo derivado do latim sciens que significa "conhecer" e que é indiscutivelmente derivado do latim sciō, o particípio presente de scīre, que significa "saber".
Existem muitas hipóteses para a origem da palavra. Segundo Michiel de Vaan, linguista neerlandês e indo-europeísta, sciō pode ter sua origem na língua protoitálica como *skije- ou *skijo- que significa "saber", que pode se originar da língua protoindo-europeia como *skh1-ie, *skh1-io, que significa "incisar". O Lexikon der indogermanischen Verben propôs que sciō é uma formação posterior de nescīre, que significa "não saber, não estar familiarizado com", que pode derivar do protoindo-europeu *sekH- em latim secāre, ou *skh2-, de *sḱʰeh2(i)- que significa "cortar".
No passado, o termo "ciência" era sinônimo de “conhecimento” ou “estudo”, de acordo com sua origem latina. Uma pessoa que conduzia pesquisas científicas era chamada de “filósofo natural” ou “homem da ciência”. Em 1834, William Whewell introduziu o termo cientista em uma resenha do livro On the Connexion of the Physical Sciences de Mary Somerville, creditando-o a "algum cavalheiro engenhoso" (provavelmente ele próprio).

## História

### História antiga

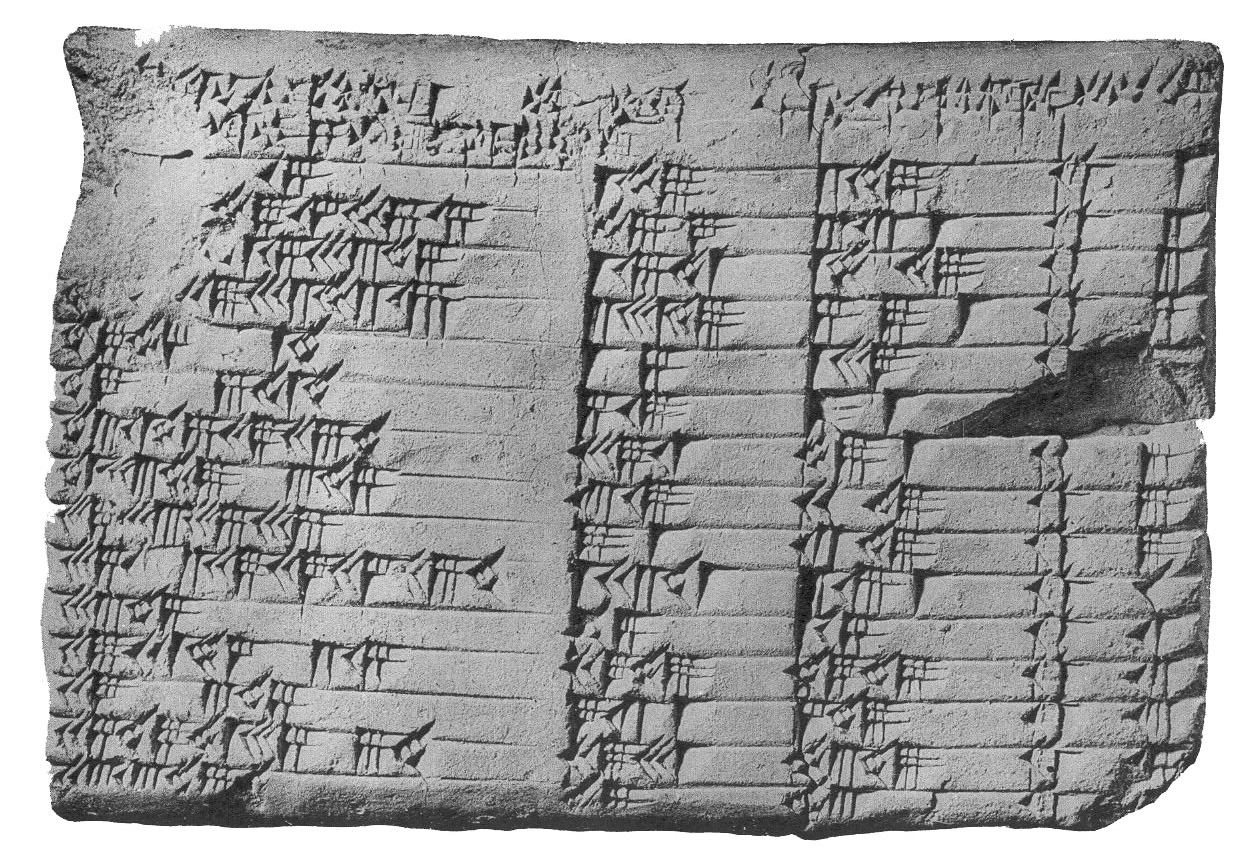
A tabuleta Plimpton 322 dos babilônios registra triplas pitagóricas, escritas por volta de 1800 a.C.

A ciência não tem origem única. Em vez disso, os métodos sistemáticos surgiram gradualmente ao longo de dezenas de milhares de anos, assumindo diferentes formas em todo o mundo, sendo que poucos detalhes são conhecidos sobre os primeiros desenvolvimentos científicos. As mulheres provavelmente desempenharam um papel central na ciência pré-histórica, assim como os rituais religiosos. Alguns estudiosos usam o termo “protociência” para rotular atividades ancestrais que se assemelham à ciência moderna em alguns aspectos, mas não em todos; no entanto, este rótulo também foi criticado por ser pejorativo.
A evidência direta dos processos científicos torna-se mais clara com o advento dos sistemas de escrita nas primeiras civilizações, como o Egito Antigo e a Mesopotâmia, criando os primeiros registos escritos na história da ciência por volta de 3000 a 1200 EC.(12–15) Embora as palavras e conceitos de "ciência" e "natureza" não fizessem parte do panorama conceitual da época, os antigos egípcios e mesopotâmicos fizeram contribuições que mais tarde encontrariam um lugar na ciência grega e medieval, como a matemática, a astronomia e a medicina.(p12) A partir do terceiro milênio a.C., os antigos egípcios desenvolveram um sistema de numeração decimal, resolveram problemas práticos usando geometria e desenvolveram um calendário. Suas terapias de cura envolviam tratamentos medicamentosos e sobrenaturais, como orações, encantamentos e rituais religiosos.(p9)
Os antigos mesopotâmicos usaram o conhecimento sobre as propriedades de vários produtos químicos naturais para a fabricação de cerâmica, faiança, vidro, sabão, metais, gesso de cal e impermeabilização. Eles estudaram fisiologia animal, anatomia, etologia e astrologia para fins divinatórios. Os mesopotâmicos tinham um intenso interesse pela medicina e as primeiras prescrições médicas apareceram em sumério durante a Terceira Dinastia de Ur. Estes povos parecem ter estudado temas científicos que tinham aplicações práticas ou religiosas e tinham pouco interesse em satisfazer a curiosidade.

### Antiguidade Clássica

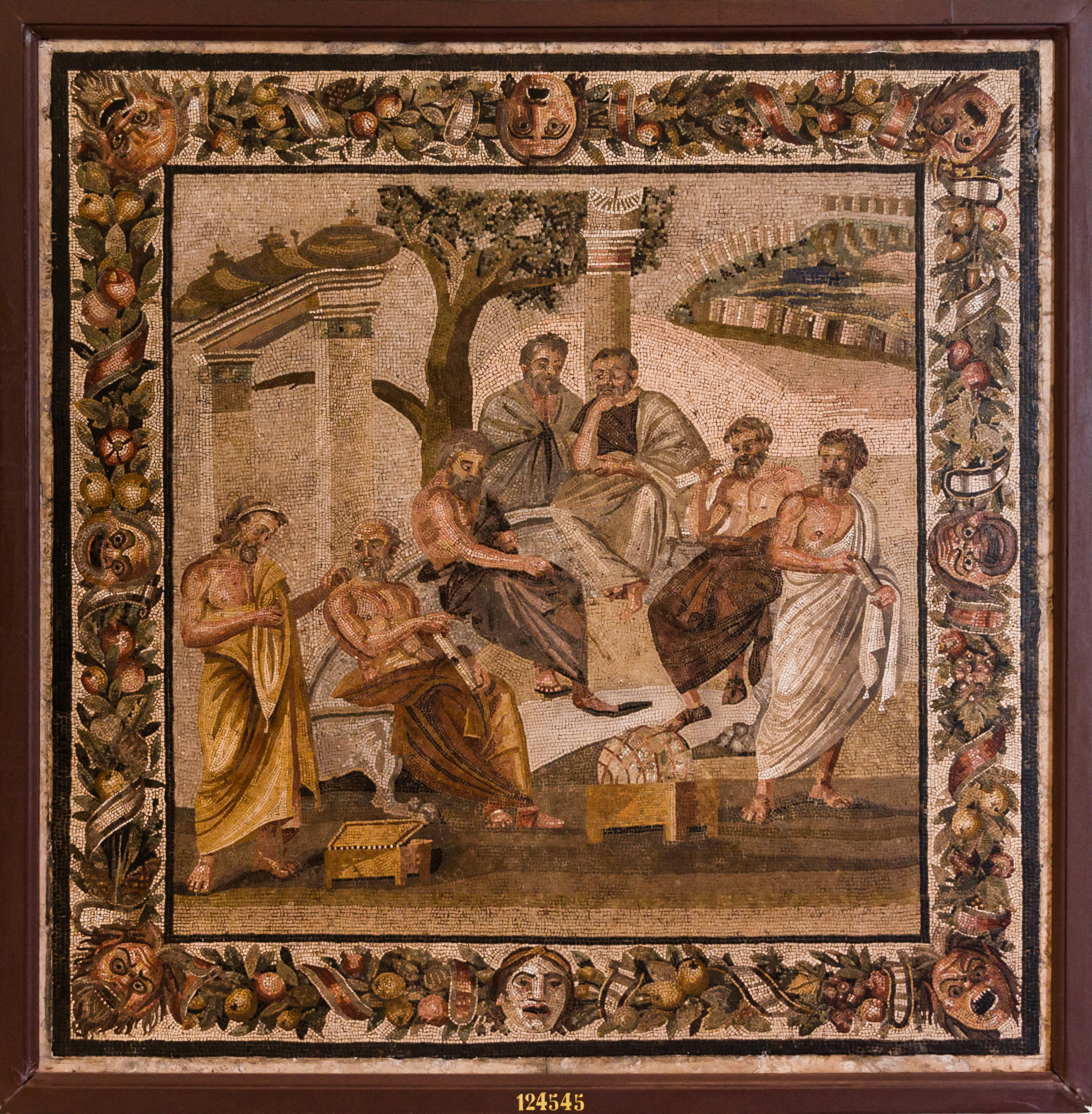
Mosaico representando a Academia de Platão, feito entre 100 a.C. e 79 d.C., mostra muitos estudiosos e filósofos gregos

Na Antiguidade Clássica, não existia um verdadeiro análogo antigo de um cientista moderno. Em vez disso, haviam indivíduos bem-educados, geralmente de classe alta e quase universalmente do sexo masculino, realizavam várias pesquisas sobre a natureza sempre que tinham tempo livre. Antes da invenção ou descoberta do conceito de physis (ou natureza) pelos filósofos pré-socráticos, as mesmas palavras tendiam a ser usadas para descrever a "maneira" natural pela qual uma planta cresce e a "maneira" pela qual, por exemplo, uma tribo adorava um deus específico. Por conta disto, considera-se que estes homens foram os primeiros filósofos em sentido estrito e os primeiros a distinguir claramente os conceitos de “natureza” e “convenção”.
Os primeiros filósofos gregos da escola milesiana, fundada por Tales de Mileto e posteriormente continuada por seus sucessores Anaximandro e Anaxímenes, foram os primeiros a tentar explicar os fenômenos naturais sem depender do sobrenatural. Os pitagóricos desenvolveram uma filosofia de números complexos:467–68 e contribuiu significativamente para o desenvolvimento da ciência matemática.:465A teoria dos átomos foi desenvolvida pelo filósofo grego Leucipo e seu aluno Demócrito. Mais tarde, Epicuro desenvolveria uma cosmologia natural completa baseada no atomismo e adotaria um "cânone" (régua, padrão) que estabelecia critérios físicos ou padrões de verdade científica. O médico grego Hipócrates estabeleceu a tradição da ciência médica sistemática e é conhecido como "O Pai da Medicina".
Um divisor de águas na história da ciência filosófica primitiva foi o exemplo de Sócrates de aplicação da filosofia ao estudo das questões humanas, como a natureza humana, a natureza das comunidades políticas e o próprio conhecimento humano. O método socrático, tal como documentado pelos diálogos de Platão, é um método dialético de eliminação de hipóteses: as melhores são encontradas através da identificação e eliminação constante daquelas que levam a contradições. Este método procura verdades gerais comuns que moldam as crenças e as examina em busca de consistência. Sócrates criticou o tipo mais antigo de estudo da física como sendo puramente especulativo e carente de autocrítica.
Aristóteles, no século IV aC, criou um programa sistemático de filosofia teleológica. No século III aC, o astrônomo grego Aristarco de Samos foi o primeiro a propor um modelo heliocêntrico do universo, com o Sol no centro e todos os planetas orbitando-o. O modelo de Aristarco, no entanto, foi amplamente rejeitado porque se acreditava que violava as leis da física, enquanto a obra Almagesto de Ptolomeu, que contém uma descrição geocêntrica do Sistema Solar, foi aceita durante o início da Renascença. O inventor e matemático Arquimedes de Siracusa fez contribuições importantes para os primórdios do cálculo. Plínio, o Velho, foi um escritor e polímata romano, que escreveu a enciclopédia seminal História Natural.
A notação posicional para representar números muito provavelmente surgiu entre os séculos III e V d.C. ao longo das rotas comerciais indianas. Este sistema numérico tornou as operações aritméticas eficientes e mais acessíveis, sendo que acabaria por se tornar o padrão para a matemática em todo o mundo desde então.

### Idade Média

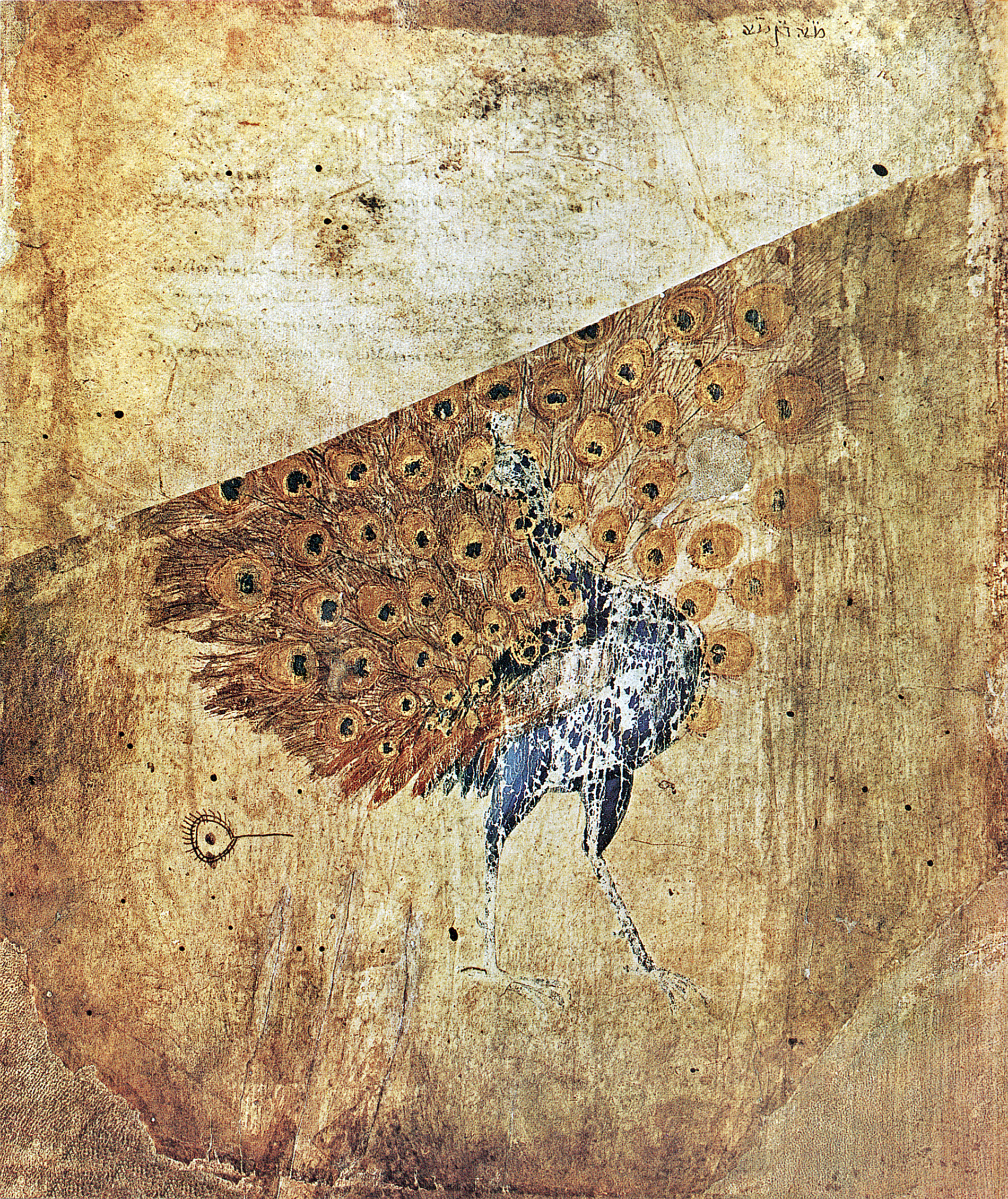
A primeira página do Dioscurides de Viena retrata um pavão, feito no século VI

Devido ao colapso do Império Romano do Ocidente, o século V passou por um declínio intelectual e o conhecimento das concepções gregas do mundo deteriorou-se em toda a Europa Ocidental.(p194) Durante o período, enciclopedistas latinos como Isidoro de Sevilha preservaram a maior parte do conhecimento antigo geral. Como o Império Bizantino resistiu aos ataques dos invasores, eles foram capazes de preservar e melhorar o aprendizado anterior.(p159) João Filopono, um estudioso bizantino dos anos 500, começou a questionar o ensino de física de Aristóteles, introduzindo a teoria do ímpeto.(307, 311, 363, 402) Suas críticas serviram de inspiração para estudiosos medievais e para Galileu Galilei, que citou extensivamente suas obras dez séculos depois.(307–308)
Durante o final da Antiguidade e o início da Idade Média, os fenômenos naturais eram examinados principalmente através da abordagem aristotélica, que inclui as quatro causas: causa material, formal, móvel e final. Muitos textos clássicos gregos foram preservados pelos bizantinos e as traduções para o árabe foram feitas por grupos como os nestorianos e os monofisitas. Sob o Califado, estas traduções foram posteriormente melhoradas e desenvolvidas por cientistas árabes. Nos séculos VI e VII, o vizinho Império Sassânida estabeleceu a Academia de Gondeshapur, que é considerada pelos médicos gregos, siríacos e persas como o centro médico mais importante do mundo antigo.
A Casa da Sabedoria foi estabelecida na era Abássida em Bagdá, no atual Iraque, onde o estudo islâmico do aristotelismo floresceu até as invasões mongóis no século XIII. Alhazém começou a fazer experiências como um meio de obter conhecimento e refutou a teoria da visão de Ptolomeu:Livro I, [6.54]. p. 372 A compilação do Cânone de Medicina de Avicena, uma enciclopédia médica, é considerada uma das publicações mais importantes da medicina e foi usada até o século XVIII.
Durante o século XI, a maior parte da Europa tornou-se cristã,(p204) e, em 1088, a Universidade de Bolonha emergiu como a primeira universidade da Europa. Como tal, a demanda por traduções latinas de textos antigos e científicos cresceu,(p204) um dos principais contribuintes para o Renascimento do século XII. A escolástica renascentista na Europa Ocidental floresceu, com experimentos feitos através da observação, descrição e classificação de assuntos na natureza. No século XIII, professores e estudantes de medicina em Bolonha começaram a abrir corpos humanos, levando ao primeiro livro de anatomia baseado na dissecação humana de Mondino de Luzzi.

### Renascimento

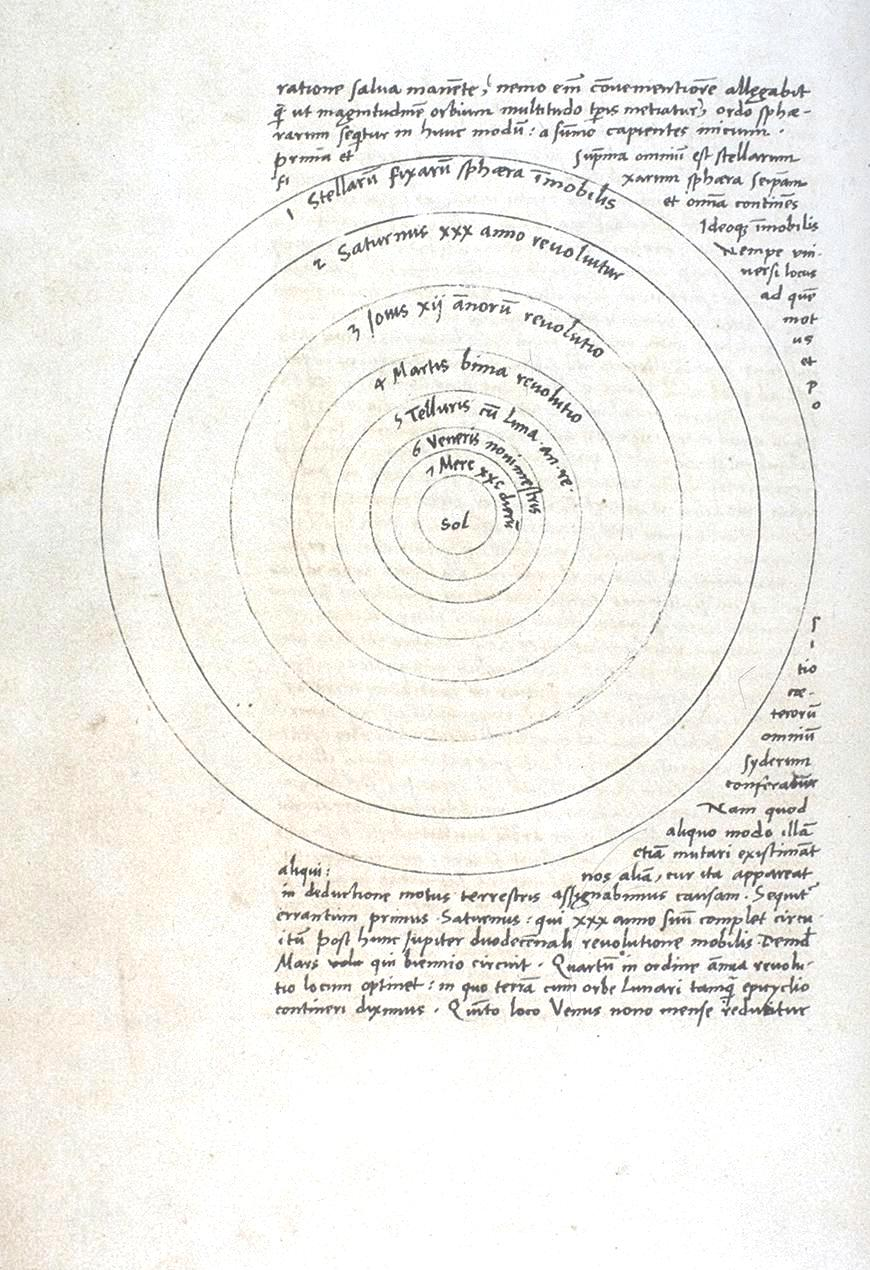
Desenho do modelo heliocêntrico proposto pelo De Revolutionibus orbium coelestium de Copérnico

Novos desenvolvimentos na óptica também desempenharam um papel relevante no início da Renascença, tanto por desafiar ideias metafísicas de longa data sobre a percepção, como por contribuir para a melhoria de tecnologias como a câmara escura e o telescópio. No início deste período, Roger Bacon, Vitello e John Peckham construíram, cada um, uma ontologia escolástica sobre uma cadeia causal começando com a sensação, a percepção e, finalmente, a apercepção das formas individuais e universais de Aristóteles.:Livro I Um modelo mais tarde conhecido como perspectivismo foi explorado e estudado pelos artistas renascentistas. Esta teoria usa apenas três das quatro causas de Aristóteles: formal, material e final. No século XVI, o astrônomo polonês Nicolau Copérnico formulou um modelo heliocêntrico do Sistema Solar, ao afirmar que os planetas giram em torno do Sol, em vez do modelo geocêntrico onde os planetas e o Sol giram em torno da Terra. Isto baseou-se em um teorema de que os períodos orbitais dos planetas são mais longos à medida que os seus orbes estão mais distantes do centro do movimento, o que ele descobriu não concordar com o modelo de Ptolomeu.
O alemão Johannes Kepler e outros desafiaram a noção de que a única função do olho é a percepção e mudaram o foco principal da óptica do olho para a propagação da luz. Kepler é mais conhecido, no entanto, por melhorar o modelo heliocêntrico de Copérnico através da descoberta das leis do movimento planetário. Kepler não rejeitou a metafísica aristotélica e descreveu seu trabalho como uma busca pela música das esferas. O florentino Galileu Galilei também realizou contribuições significativas para a astronomia, a física e a engenharia. No entanto, ele foi perseguido depois que o Papa Urbano VIII o condenou por escrever sobre o modelo heliocêntrico. A imprensa escrita foi amplamente utilizada para publicar argumentos acadêmicos, incluindo alguns que discordavam amplamente das ideias contemporâneas sobre a natureza. Francis Bacon e René Descartes publicaram argumentos filosóficos em favor de um novo tipo de ciência não-aristotélica. Bacon enfatizou a importância do experimento sobre a contemplação, questionou os conceitos aristotélicos de causa formal e final, promoveu a ideia de que a ciência deveria estudar as leis da natureza e o aperfeiçoamento de toda a vida humana. Descartes enfatizou o pensamento individual e argumentou que a matemática, e não a geometria, deveria ser usada para estudar a natureza.

### Ilumiminismo

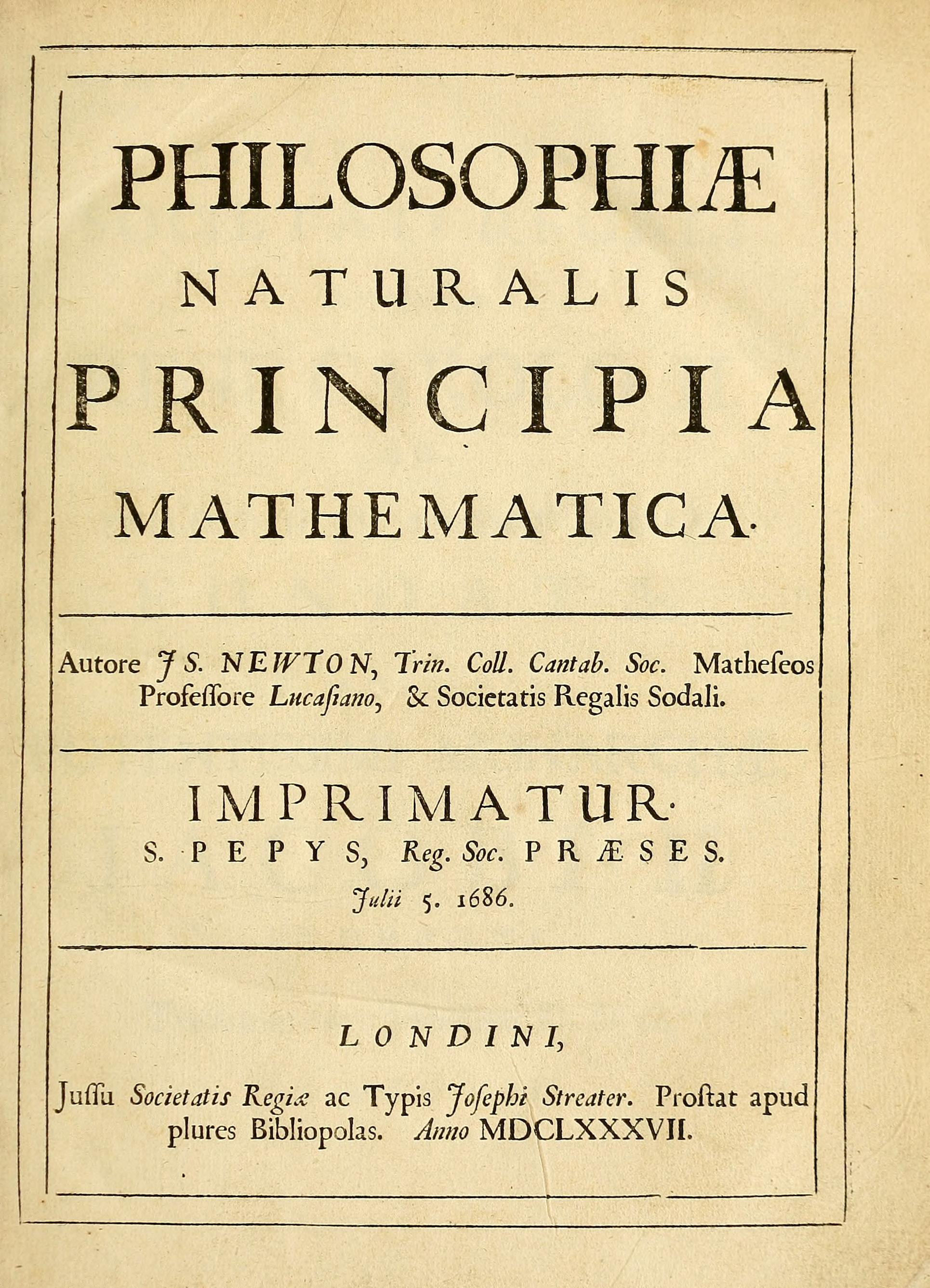
Página de título da primeira edição de 1687 de Philosophiæ Naturalis Principia Mathematica de Isaac Newton

No início do Iluminismo, Isaac Newton formou a base da mecânica clássica por meio de sua obra Philosophiæ Naturalis Principia Mathematica, influenciando enormemente os futuros físicos. Gottfried Wilhelm Leibniz incorporou termos da física aristotélica, agora usados de uma nova forma não teleológica. Isto implicou em uma mudança na visão dos objetos, que eram agora considerados como não tendo objetivos inatos. Leibniz presumia que todos os diferentes tipos de coisas funcionam de acordo com as mesmas leis gerais da natureza, sem causas formais ou finais especiais.
Durante esse período, o propósito e o valor declarados da ciência passaram a ser a produção de riquezas e invenções que melhorariam a vida humana, no sentido materialista de ter mais alimentos, roupas e outras coisas. Nas palavras de Bacon, “o objetivo real e legítimo das ciências é a dotação da vida humana com novas invenções e riquezas”, e ele desencorajou os cientistas de perseguirem ideias filosóficas ou espirituais intangíveis, que ele acreditava terem contribuído pouco para a felicidade humana além “da fumaça de sutil, sublime ou agradável [especulação]".
A ciência durante a Era do Iluminismo era dominada pelas sociedades científicas e academias, que foram a espinha dorsal do amadurecimento da profissão científica e substituíram as universidades como centros de pesquisa e desenvolvimento científico. Outro desenvolvimento importante foi a popularização da ciência entre uma população cada vez mais alfabetizada. Os filósofos do Iluminismo recorreram a alguns de seus predecessores científicos – principalmente Galileu, Kepler, Boyle e Newton – como guias para todos os campos físicos e sociais da época.
Durante o século XVIII, surgiram avanços significativos na prática da medicina e da física; o desenvolvimento da taxonomia biológica por Carl Linnaeus; uma nova compreensão do magnetismo e da eletricidade; e o amadurecimento da química como disciplina. As ideias sobre a natureza humana, a sociedade e a economia evoluíram durante o período iluminista. Hume e outros pensadores do Iluminismo escocês desenvolveram a obra Tratado da Natureza Humana, que foi expresso historicamente em obras de autores como James Burnett, Adam Ferguson, John Millar e William Robertson, todos os quais fundiram um estudo científico de como os humanos se comportavam nas culturas antigas e primitivas com uma forte consciência das forças determinantes da modernidade. A sociologia moderna originou-se em grande parte desse movimento. Em 1776, Adam Smith publicou A Riqueza das Nações, que é frequentemente considerado o primeiro trabalho sobre economia moderna.

### Século XIX

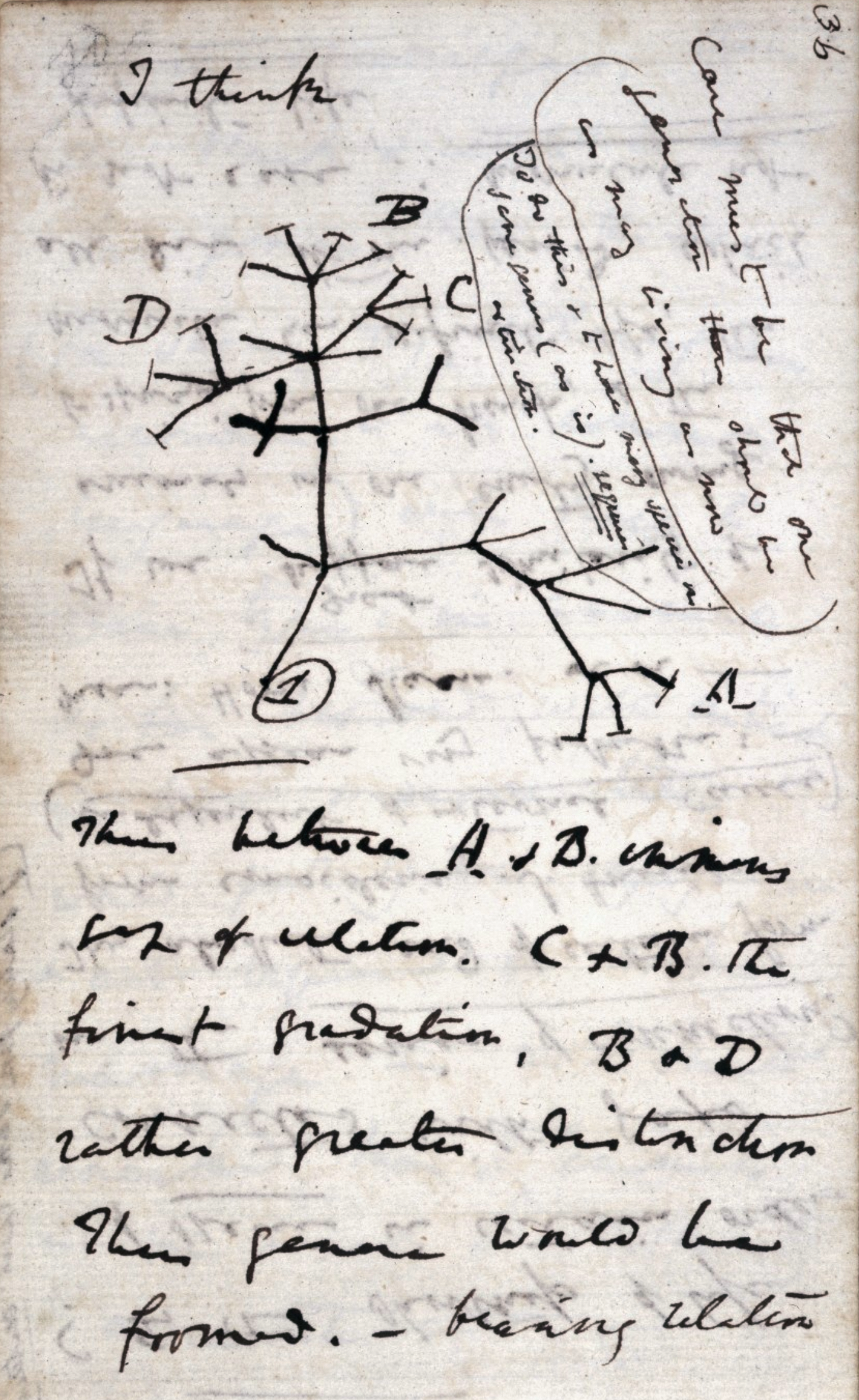
O primeiro diagrama de uma árvore evolutiva feito por Charles Darwin em 1837

Durante o século XIX, muitas características distintivas da ciência moderna contemporânea começaram a tomar forma, como a transformação das ciências físicas e da vida, o uso frequente de instrumentos de precisão, o surgimento de termos como "biólogo", "físico" e "cientista" com a maior profissionalização daqueles que estudam a natureza, a industrialização de vários países, a prosperidade de escritos científicos populares e o surgimento de revistas científicas. Durante o final do século XIX, a psicologia emergiu como uma disciplina separada da filosofia quando Wilhelm Wundt fundou o primeiro laboratório de pesquisa psicológica em 1879.
Durante meados do século XIX, Charles Darwin e Alfred Russel Wallace propuseram independentemente a teoria da evolução por seleção natural em 1858, que explicava como diferentes plantas e animais se originaram e evoluíram. A teoria deles foi apresentada em detalhes no livro de Darwin, A Origem das Espécies, publicado em 1859. Separadamente, Gregor Mendel apresentou seu artigo "Experimentos na Hibridização de Plantas" em 1865, que delineou os princípios da herança biológica, servindo de base para a genética moderna.
No início do século XIX, John Dalton sugeriu a teoria atômica moderna, baseada na ideia original de Demócrito de partículas indivisíveis chamadas átomos. As leis de conservação de energia, conservação de momento e conservação de massa sugeriam um universo altamente estável onde poderia haver pouca perda de recursos. No entanto, com o advento da máquina a vapor e a Revolução Industrial houve uma maior compreensão de que nem todas as formas de energia têm as mesmas qualidades energéticas e facilidade de conversão em trabalho útil ou em outra forma de energia.  Esta constatação levou ao desenvolvimento das leis da termodinâmica, nas quais a energia livre do universo é vista como em constante declínio: a entropia de um universo fechado aumenta com o tempo.
A teoria eletromagnética foi estabelecida no século XIX pelos trabalhos de Hans Christian Ørsted, André-Marie Ampère, Michael Faraday, James Clerk Maxwell, Oliver Heaviside, e Heinrich Hertz. A nova teoria levantou questões que não poderiam ser facilmente respondidas usando a estrutura de Newton. A descoberta dos raios X inspirou a descoberta da radioatividade por Henri Becquerel e Marie Curie em 1896, sendo que Curie tornou-se  a primeira mulher a ganhar o Prêmio Nobel, sendo também a primeira pessoa e a única mulher a ganhá-lo duas vezes. No ano seguinte houve a descoberta da primeira partícula subatômica, o elétron.

### Século XX

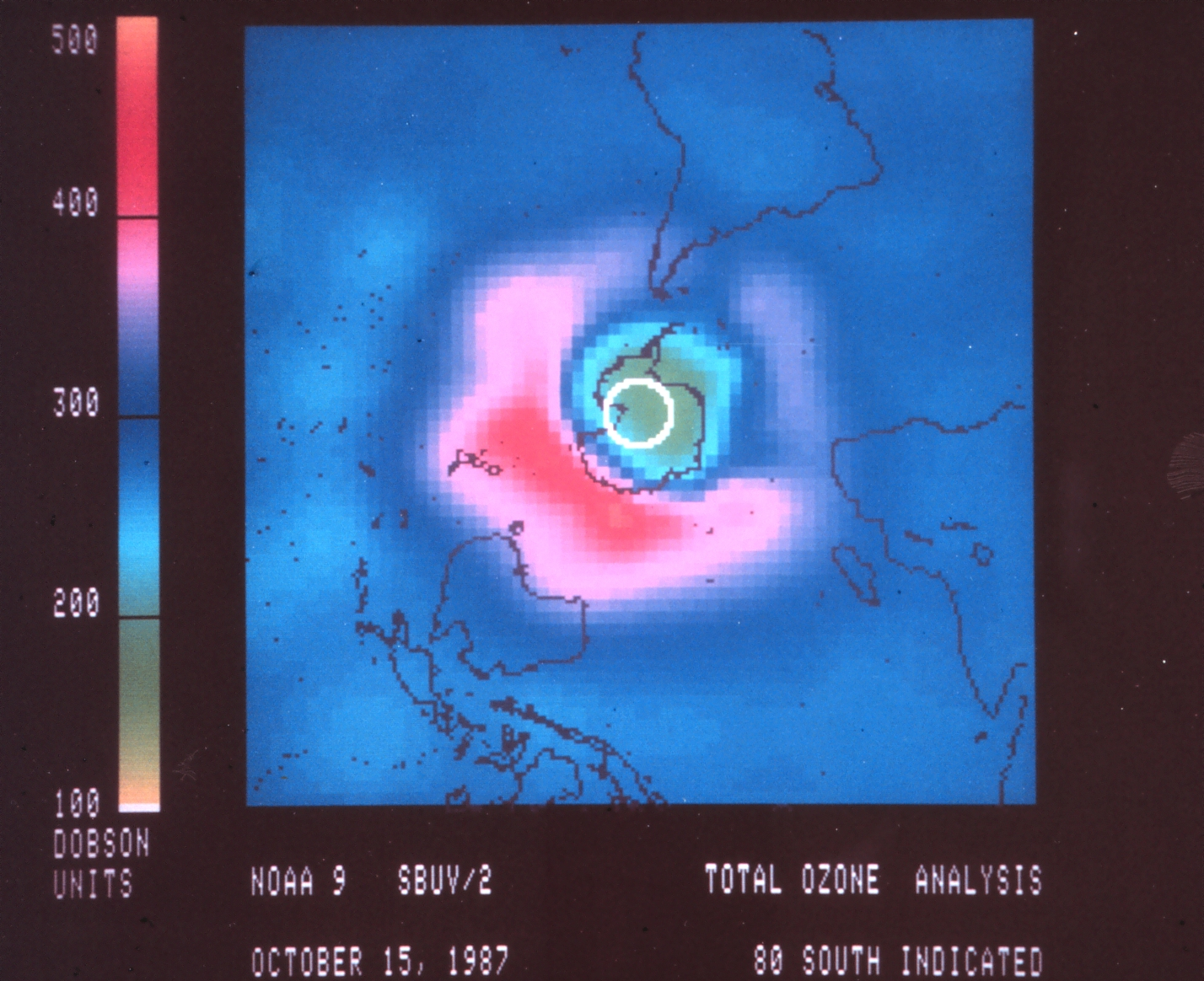
Um gráfico computacional do buraco na camada de ozônio feito em 1987 usando dados de um telescópio espacial

Na primeira metade do século XX, o desenvolvimento de antibióticos e fertilizantes artificiais melhorou os padrões de vida dos humanos em todo o planeta. Questões ambientais prejudiciais, como a destruição da camada de ozono, a acidificação dos oceanos, a eutrofização e as mudanças climáticas, começaram a chamar a atenção do público e provocaram o início de um nova área do conhecimento: os estudos ambientais.
Durante este período, a experimentação científica tornou-se cada vez maior em escala e financiamento. A extensa inovação tecnológica estimulada pela Primeira Guerra Mundial, pela Segunda Guerra Mundial e pela Guerra Fria levou a competições entre potências globais, como a Corrida Espacial e a corrida armamentista nuclear. Também foram feitas colaborações internacionais substanciais, apesar dos conflitos armados globais.
No final do século XX, a gradativa eliminação da discriminação sexual aumentou enormemente o número de mulheres cientistas, mas persistiram grandes disparidades de género em alguns domínios. A descoberta da radiação cósmica de fundo em 1964 levou à rejeição do modelo de estado estacionário do universo em favor da teoria do Big Bang de Georges Lemaître.
Mudanças fundamentais nas disciplinas científicas ocorreram ao longo do século XX. Por exemplo, a evolução tornou-se uma teoria unificada no início do século, quando a síntese moderna pôde reconciliar a evolução darwiniana com a genética clássica. A teoria da relatividade de Albert Einstein e o desenvolvimento da mecânica quântica complementam a mecânica clássica para descrever a física em comprimento, tempo e gravidade extremos. A utilização generalizada de circuitos integrados no fim século XX, combinada com o uso de satélites de comunicações, levou a uma revolução tecnológica da informação e à ascensão da Internet global e da computação móvel, como os smartphones. A necessidade de sistematização em massa de cadeias causais longas e entrelaçadas e de grandes quantidades de informações levou ao surgimento dos campos da teoria de sistemas e da modelagem científica assistida por computador.

### Século XXI

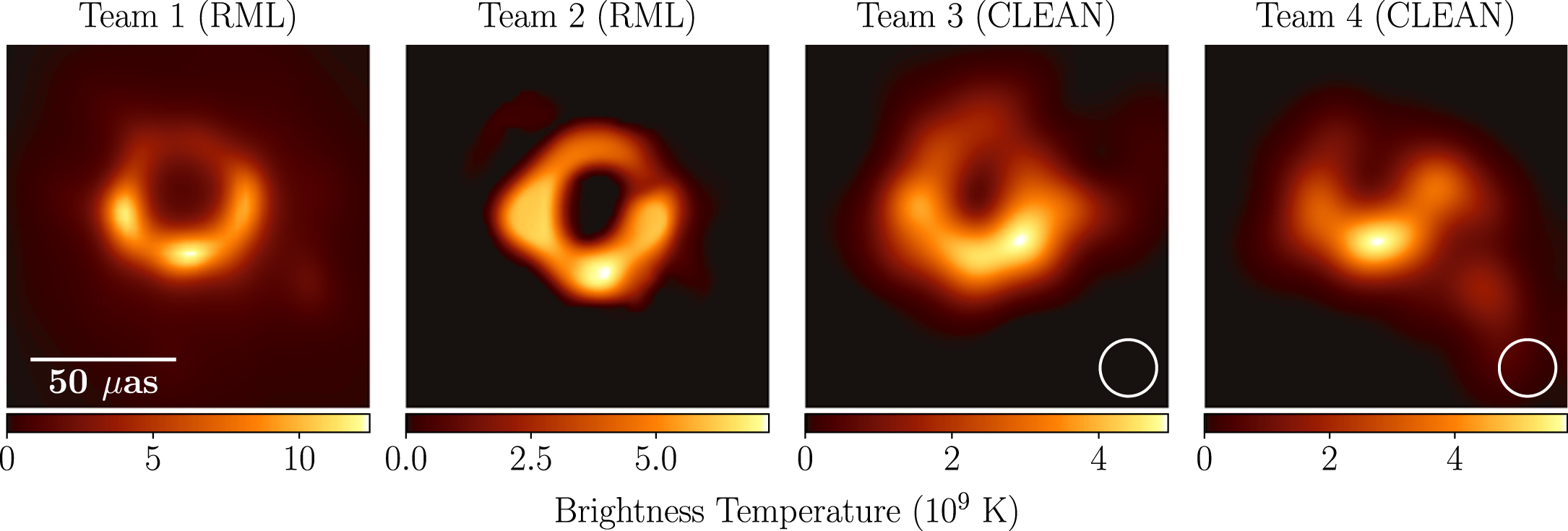
Quatro imagens previstas do buraco negro M87* feitas por equipes separadas na colaboração Event Horizon Telescope

Durante a primeira metade do século XXI, foram realizados vários desenvolvimentos científicos importantes. O Projeto Genoma Humano, por exemplo, foi concluído em 2003 com a identificação e mapeamento de todos os genes do genoma humano. As primeiras células-tronco humanas pluripotentes induzidas foram produzidas em 2006, permitindo que células adultas fossem transformadas em células-tronco e se transformassem em qualquer tipo de célula encontrada no corpo humano. Com a confirmação da descoberta do bóson de Higgs em 2013, foi encontrada a última partícula prevista pelo Modelo Padrão da física de partículas, um grande avaço científico para a área. Em 2015, foram observadas pela primeira vez ondas gravitacionais, que foram previstas pela relatividade geral um século antes. Em 2019, a colaboração internacional Event Horizon Telescope apresentou a primeira imagem direta do disco de acreção de um buraco negro.

## Ramos
Geralmente, a ciência moderna é dividida em três ramos principais: ciências naturais, ciências sociais e ciências formais. Cada um destes ramos compreende várias disciplinas científicas especializadas, mas sobrepostas, que muitas vezes possuem sua própria nomenclatura e especialização. Tanto as ciências naturais como as sociais são ciências empíricas, pois o seu conhecimento é baseado em observações empíricas e pode ser testado quanto à sua validade por meio de outros pesquisadores que trabalham nas mesmas condições.

### Ciências naturais
As ciências naturais são o estudo do mundo físico e podem ser divididas em dois ramos principais: ciências da vida e ciências físicas. Esses dois ramos, por sua vez, também podem ser divididos em disciplinas mais especializadas. Por exemplo, a ciência física pode ser subdividida em física, química, astronomia e ciências da terra. A ciência natural moderna é a sucessora da filosofia natural que começou na Grécia Antiga. Os filósofos Galileu, Descartes, Bacon e Newton debateram os benefícios de usar abordagens mais matemáticas e experimentais de forma metódica. Ainda assim, perspectivas, conjecturas e pressupostos filosóficos, muitas vezes esquecidos, continuam necessários nas ciências naturais. A coleta sistemática de dados sucedeu a história natural, que surgiu durante o século XVI ao descrever e classificar plantas, animais, minerais, etc. Atualmente, a “história natural” sugere descrições observacionais destinadas ao público popular.

### Ciências sociais

Curva de oferta e demanda na economia, cruzando no equilíbrio ideal

O estudo do comportamento humano e do funcionamento das sociedades é realizado pelas ciências sociais, que possuem muitas disciplinas que incluem antropologia, economia, história, geografia humana, ciência política, psicologia e sociologia. Nas ciências sociais, existem muitas perspectivas teóricas concorrentes, muitas das quais são estendidas através de programas de pesquisa concorrentes, como os funcionalistas, os teóricos do conflito e os interacionistas na sociologia. Devido às limitações da condução de experimentos controlados envolvendo grandes grupos de indivíduos ou situações complexas, os cientistas sociais podem adotar outros métodos de pesquisa como o método histórico, casos de estudo e estudos interculturais. Além disso, se houver informação quantitativa disponível, os cientistas sociais podem confiar em abordagens estatísticas para compreender melhor as relações e processos sociais.

### Ciências formais
As ciências formais são uma área de estudo que gera conhecimento por meio de sistemas formais. Um sistema formal é uma estrutura abstrata usada para inferir teoremas a partir de axiomas de acordo com um conjunto de regras. Inclui matemática, teoria de sistemas e ciência da computação teórica. As ciências formais compartilham semelhanças com os outros dois ramos científicos por se basearem no estudo objetivo, cuidadoso e sistemático de uma área do conhecimento. No entanto, diferem das ciências empíricas, pois baseiam-se exclusivamente no raciocínio dedutivo, sem necessidade de evidências empíricas para verificar os seus conceitos abstratos. As ciências formais são, portanto, disciplinas a priori e por isso há divergências sobre se constituem uma ciência de fato. No entanto, elas desempenham um papel importante nas ciências empíricas. O cálculo infinitesimal, por exemplo, foi inicialmente inventado para compreender o movimento na física. As ciências naturais e sociais que dependem fortemente de aplicações matemáticas incluem física matemática, química, biologia, finanças e economia.

### Ciências aplicadas
As ciências aplicadas são o uso do método e do conhecimento científico para atingir objetivos práticos e inclui uma várias disciplinas, como engenharia e medicina. A ciência pode contribuir para o desenvolvimento de novas tecnologias. Engenharia é o uso de princípios científicos para inventar, projetar e construir máquinas, estruturas e tecnologias, enquanto medicina é a prática de cuidar de pacientes, mantendo e restaurando a saúde por meio da prevenção, diagnóstico e tratamento de lesões ou doenças. As ciências aplicadas são frequentemente contrastadas com as ciências básicas, que se concentram no avanço de teorias e leis científicas que explicam e prevêem eventos no mundo natural.
A ciência computacional aplica o poder da computação para simular situações do mundo real, o que permite uma melhor compreensão dos problemas científicos em relação ao que a matemática formal por si só pode oferecer. O uso de aprendizado de máquina e da inteligência artificial está se tornando uma característica central das contribuições computacionais para a ciência. No entanto, as máquinas raramente avançam o conhecimento por si só, pois requerem orientação humana e capacidade de raciocínio; e podem introduzir preconceitos contra certos grupos sociais ou, por vezes, ter um desempenho inferior em relação aos seres humanos.

### Ciência interdisciplinar
A ciência interdisciplinar envolve a combinação de duas ou mais disciplinas em uma, como bioinformática, uma combinação de biologia e ciência da computação ou ciências cognitivas. O conceito existe desde a Grécia Antiga e tornou-se popular novamente no século XX.

## Pesquisa científica
A pesquisa científica pode ser dividida entre pesquisa básica ou aplicada. A pesquisa básica é a busca por conhecimento, enquanto a pesquisa aplicada é a busca de soluções para problemas práticos por meio da utilização deste conhecimento. A maior parte da compreensão vem da pesquisa básica, embora às vezes a pesquisa aplicada vise problemas práticos específicos, o que leva a avanços tecnológicos que antes não eram sequer imagináveis.

### Método científico

Esboço contendo os principais passos do método científico. Observe que o método é cíclico de forma a promover a contínua evolução das teorias científicas.

A pesquisa científica envolve o uso do método científico para buscar explicar objetivamente os acontecimentos da natureza de uma maneira reprodutível. Os cientistas geralmente tomam como certo um conjunto de pressupostos básicos necessários para justificar o método científico: existe uma realidade objetiva partilhada por todos os observadores racionais; esta realidade objetiva é governada por leis naturais; estas leis foram descobertas por meio de observação e da experimentação sistemáticas. A matemática é essencial na formação de hipóteses, teorias e leis, porque é amplamente utilizada na modelagem quantitativa, observação e medições, enquanto a estatística é usada para resumir e analisar dados, o que permite aos cientistas avaliar a confiabilidade de resultados experimentais.
No método científico, um experimento mental é apresentado como uma explicação usando o princípio da economia e espera-se que busque consiliência, ou seja, o enquadramento com outros fatos aceitos relacionados com uma observação ou questão científica. Esta explicação provisória é usada para fazer previsões falsificáveis, que normalmente são publicadas antes de serem testadas por meio da experimentação. A refutação de uma previsão é evidência de progresso.(4–5) A experimentação é especialmente importante na ciência para ajudar a estabelecer relações causais para evitar a falácia da correlação, embora em algumas ciências, como a astronomia ou a geologia, uma observação prevista possa ser algo mais apropriado.
Quando uma hipótese se mostra insatisfatória, ela é modificada ou descartada. Se a hipótese sobreviveu ao teste, ela pode ser adotada na estrutura de uma teoria científica, um modelo ou estrutura autoconsistente e validamente fundamentado que descreve o comportamento de determinados eventos naturais. Uma teoria normalmente descreve o comportamento de conjuntos de observações muito mais amplos do que uma hipótese. Geralmente, um grande número de hipóteses pode ser unido em uma única teoria, ou seja, uma teoria é uma hipótese que explica várias outras hipóteses. Neste sentido, as teorias são formuladas segundo a maioria dos mesmos princípios científicos das hipóteses. Os cientistas, por sua vez, podem gerar um modelo, uma tentativa de descrever ou representar uma observação em termos de uma representação lógica, física ou matemática e de gerar novas hipóteses que podem ser testadas por meio da experimentação científica.
Ao realizar experimentos para testar hipóteses, os cientistas podem ter preferência por um resultado em detrimento de outro. A eliminação do viés pode ser alcançada por meio de transparência, planejamento cuidadoso do experimento e um processo completo de revisão por pares dos resultados e conclusões da pesquisa. Após os resultados de um experimento serem anunciados ou publicados, é prática normal que pesquisadores independentes verifiquem como a pesquisa foi realizada e realizem experimentos semelhantes para determinar quão confiáveis os resultados são. O método científico permite uma resolução de problemas altamente criativa, ao mesmo tempo que minimiza os efeitos do viés subjetivo e de confirmação. A verificabilidade intersubjetiva, a capacidade de chegar a um consenso e reproduzir resultados, é fundamental para a criação de todo o conhecimento científico.

### Literatura científica

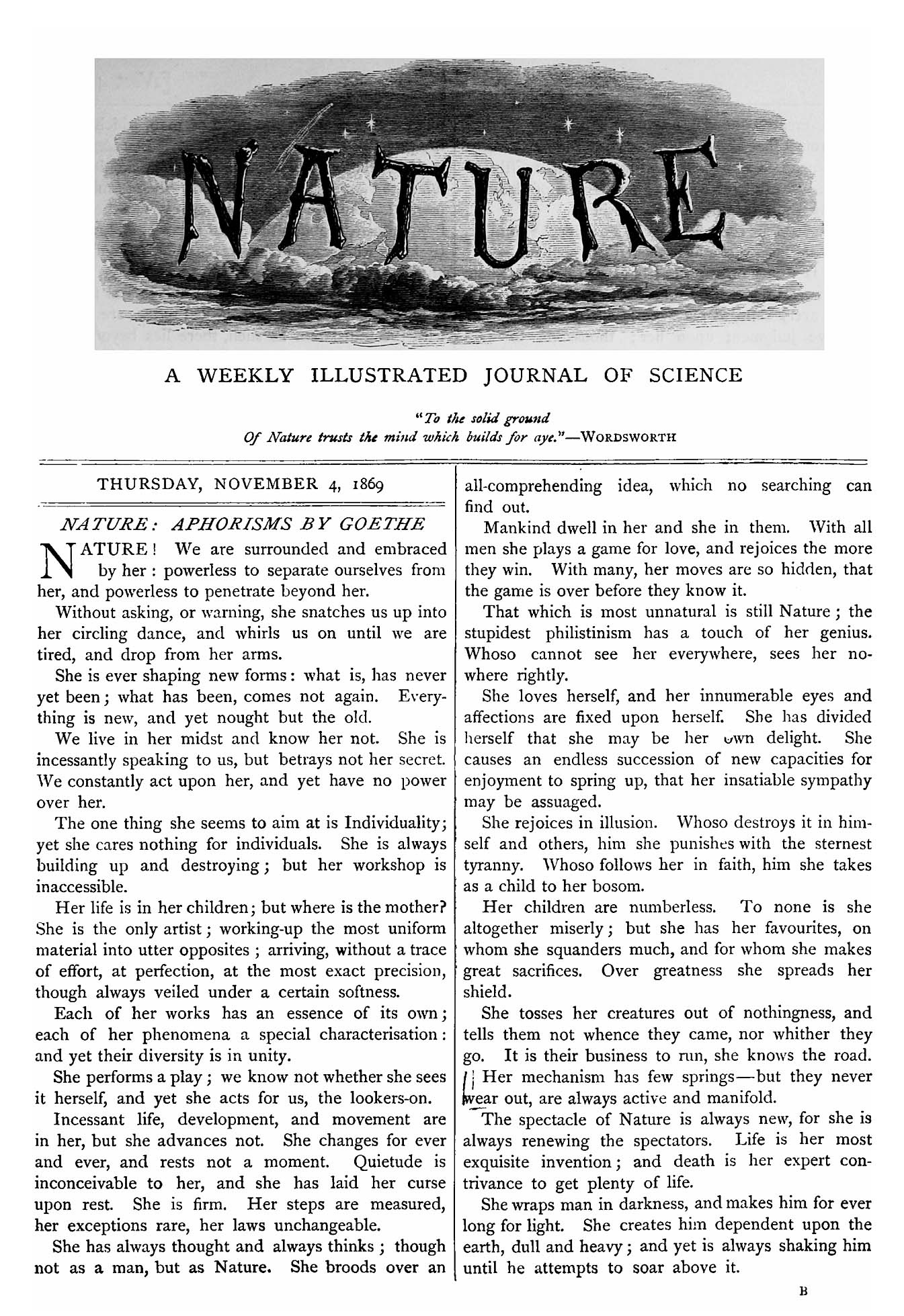
Capa do primeiro exemplar da revista científica Nature, publicado em 4 de novembro de 1869

A pesquisa científica é publicada em vários tipos de literatura. As revistas científicas comunicam e documentam os resultados de pesquisas realizadas em universidades e diversas outras instituições de pesquisa, servindo como um registro arquivístico da ciência. As primeiras revistas científicas, Journal des savants seguida de Philosophical Transactions, começaram a ser publicadas em 1665. Desde então, o número total de periódicos ativos tem aumentado de forma constante. Em 1981, estimou-se que haviam 11,5 mil publicações científicas em todo o mundo.
A maioria das revistas científicas abrange um único campo científico e publica as pesquisas, normalmente expressas na forma de artigos científicos, realizadas nesta área do conhecimento. A ciência tornou-se tão difundida nas sociedades modernas que se considera necessário comunicar as realizações, novidades e ambições dos cientistas a uma população mais vasta.

### Desafios
A crise de replicação é uma crise metodológica contínua que afeta partes das ciências sociais e da vida. Em revisões posteriores, os resultados de muitos estudos científicos provaram ser, na verdade, irrepetíveis. A crise tem raízes antigas; a frase foi cunhada no início de 2010 como parte de uma consciência crescente sobre o problema, que representa um importante corpo de investigação em metaciência, que visa melhorar a qualidade de toda a investigação científica e, ao mesmo tempo, reduzir o desperdício.
Uma área de estudo que se disfarça de ciência na tentativa de reivindicar uma legitimidade que de outra forma não teria é por vezes referida como pseudociência, ciência marginal ou ciência ruim. O físico estadunidense Richard Feynman cunhou o termo “ciência culto à carga” para casos em que os pesquisadores não seguem o método científico. Vários tipos de publicidade comercial, desde exageros até fraudes, podem se enquadrar nessas categorias. A ciência tem sido descrita como “a ferramenta mais importante” para separar as afirmações válidas das inválidas.
Também pode haver um elemento de preconceito político ou ideológico em todos os lados do debate científico. Às vezes, uma pesquisa bem-intencionada pode ser caracterizada como “má ciência”, mas é uma exposição incorreta, obsoleta, incompleta ou excessivamente simplificada de ideias científicas. O termo “fraude científica” refere-se a situações em que os pesquisadores deturparam intencionalmente os dados publicados ou deram crédito à pessoa errada propositadamente.

## Filosofia da ciência

Para Kuhn, a adição de epiciclos na astronomia ptolomaica foi uma "ciência normal" dentro de um paradigma, enquanto a Revolução Copernicana foi uma mudança de paradigma

Existem diferentes escolas de pensamento na filosofia da ciência. A posição mais popular é o empirismo, que sustenta que o conhecimento é criado por meio de um processo que envolve a observação. O empirismo geralmente abrange o indutivismo, uma posição que explica como teorias gerais podem ser feitas a partir da quantidade finita de evidências empíricas disponíveis. Existem muitas versões de empirismo, sendo as predominantes o bayesianismo e o método hipotético-dedutivo.
O empirismo contrasta com o racionalismo, a posição originalmente associada a Descartes, que sustenta que o conhecimento é criado pelo intelecto humano e não pela observação. O racionalismo crítico é uma abordagem contrastante da ciência do século XX, definida pela primeira vez pelo filósofo austro-britânico Karl Popper, que rejeitava a forma como o empirismo descreve a conexão entre teoria e observação. Ele afirmava que as teorias não são geradas pela observação, mas que a observação é feita à luz das teorias. Popper propôs substituir a verificabilidade pela falsificabilidade como marco das teorias científicas, substituindo a indução pela falsificação como método empírico. Ele afirmou ainda que, na verdade, existe apenas um método científico universal: o método negativo de crítica, tentativa e erro, abrangendo todos os produtos da mente humana, incluindo ciência, matemática, filosofia e arte.
Outra abordagem, o instrumentalismo, enfatiza a utilidade das teorias como instrumentos para explicar e prever fenômenos. Ele vê as teorias científicas como caixas pretas, sendo relevantes apenas suas entradas (condições iniciais) e resultados (previsões). Por esta perspectiva, as consequências, as entidades teóricas e a estrutura lógica são consideradas algo que deve ser ignorado. Perto do instrumentalismo está o empirismo construtivo, segundo o qual o principal critério para o sucesso de uma teoria científica é se o que ela diz sobre entidades observáveis é verdadeiro ou não.
Thomas Kuhn argumentou que o processo de observação e avaliação ocorre dentro de um paradigma, um “retrato” logicamente consistente do mundo que é consistente com as observações feitas a partir do seu enquadramento. Ele caracterizou a ciência normal como o processo de observação e "resolução de quebra-cabeças" que ocorre dentro de um paradigma, enquanto a ciência revolucionária ocorre quando há uma mudança de paradigma. Cada paradigma tem suas próprias questões, objetivos e interpretações distintas. A escolha entre paradigmas envolve colocar dois ou mais “retratos” contra o mundo e decidir qual semelhança é mais promissora. Uma mudança de paradigma ocorre quando um número significativo de anomalias observacionais surge no antigo paradigma e um novo paradigma dá sentido a elas. Ou seja, a escolha de um novo paradigma baseia-se em observações, mesmo que essas observações sejam feitas no contexto do antigo paradigma. Para Kuhn, a aceitação ou rejeição de um paradigma é tanto um processo social quanto um processo lógico. A posição de Kuhn, entretanto, não é relativista.
Finalmente, outra abordagem frequentemente citada em debates de ceticismo científico contra movimentos controversos como a “ciência criacionista” é o naturalismo metodológico, que sustenta o natural e o sobrenatural devem ser diferenciados e a ciência deve ser restrita às explicações naturais. O naturalismo metodológico sustenta que a ciência exige adesão estrita ao estudo empírico e à verificação independente.

## Comunidade científica
A comunidade científica é uma rede de cientistas que interagem entre si e conduzem pesquisas científicas que são revisadas por seus pares. Ela consiste em grupos menores que trabalham em áreas científicas. Ao ter revisão por pares, por meio do debate em periódicos e conferências, os cientistas mantêm a qualidade da metodologia de pesquisa e a objetividade na interpretação dos resultados de suas pesquisas.

### Cientistas

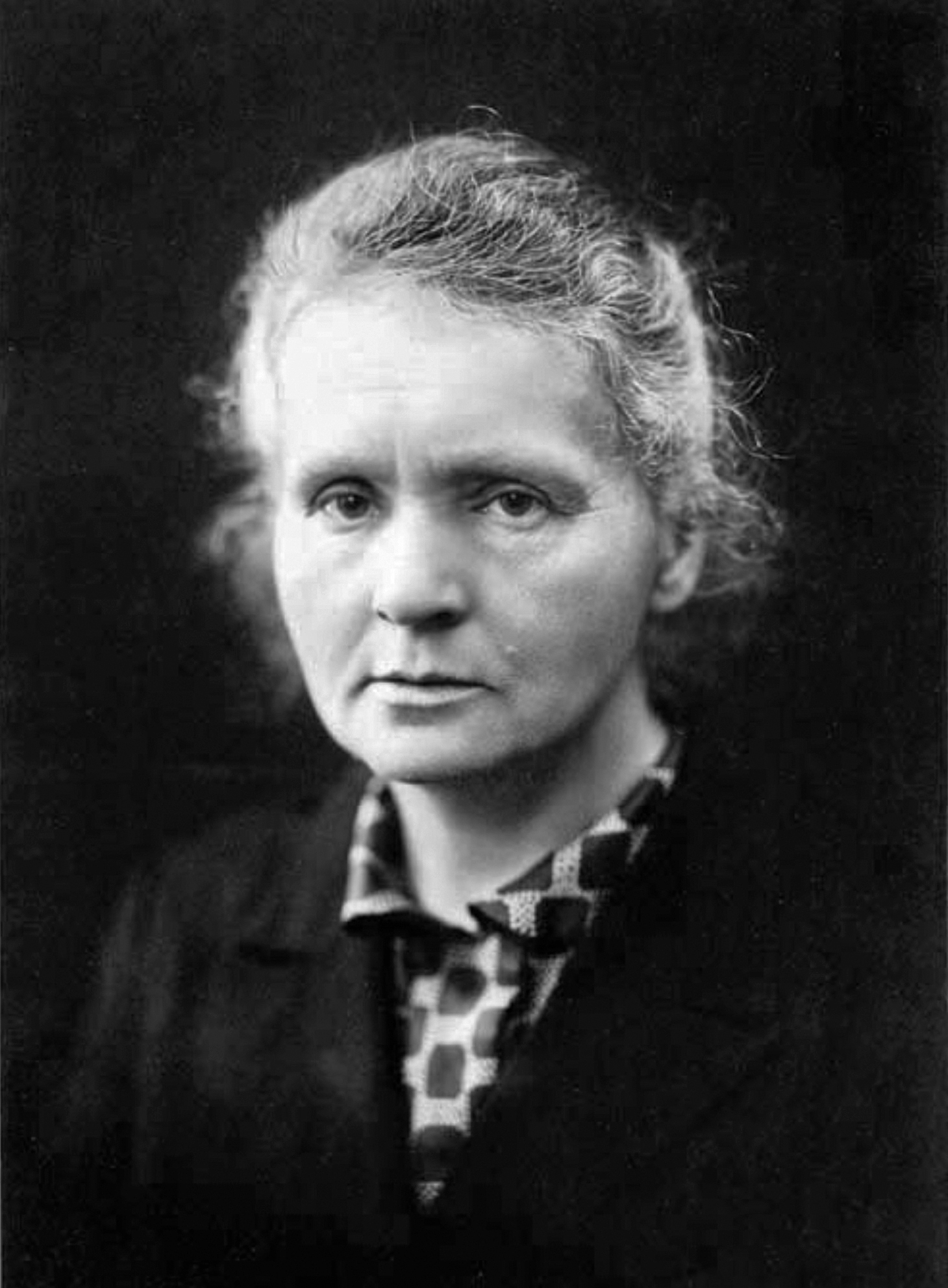
Marie Curie foi a primeira pessoa a receber dois Prêmios Nobel: o de Física em 1903 e o de Química em 1911

Cientistas são indivíduos que conduzem pesquisas científicas para aprimorar o conhecimento em um determinado campo de estudo. Nos tempos modernos, muitos cientistas profissionais são treinados em ambiente acadêmico e, após a conclusão, obtêm um diploma acadêmico ou diplomas avançados, como Doutor em Filosofia ou PhD. Muitos cientistas seguem carreiras em vários setores da economia, como academia, indústria, governo e organizações sem fins lucrativos.
A ciência tem sido historicamente um campo dominado pelos homens, com exceções notáveis. As mulheres na ciência enfrentaram uma discriminação considerável, tal como aconteceu em outras áreas de sociedades dominadas pelos homens. Por exemplo, as mulheres eram frequentemente preteridas em oportunidades de emprego e lhes era negado crédito pelo seu trabalho. As realizações das mulheres nas ciências foram atribuídas ao desafio do seu papel tradicional como trabalhadoras na esfera doméstica.

### Sociedades eruditas

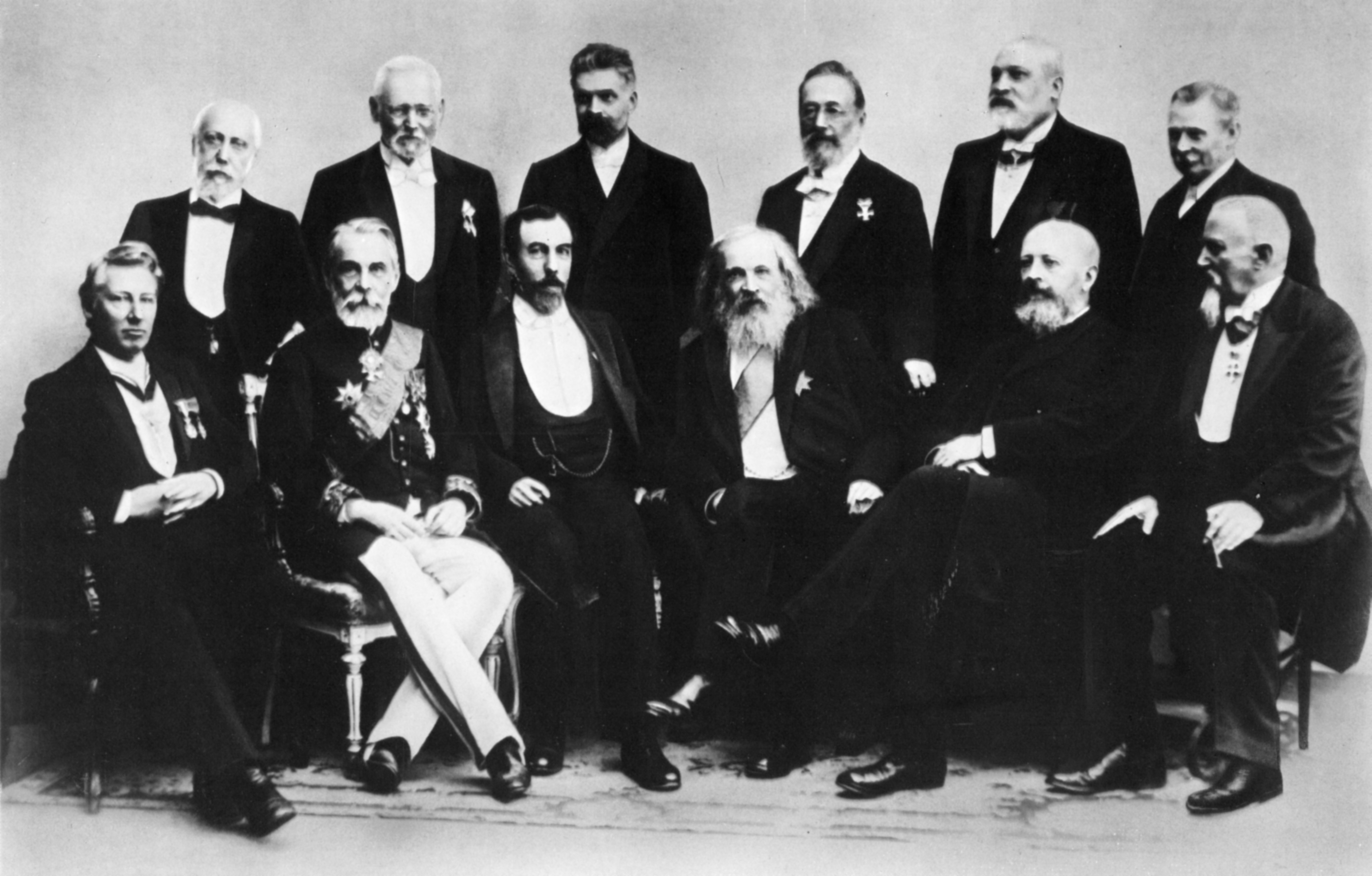
Foto de cientistas no 200º aniversário da Academia Prussiana de Ciências, 1900

Sociedades científicas para a comunicação e promoção do pensamento e da experimentaçãoc ientífico sexistem desde o Renascimento. Muitos cientistas pertencem a uma sociedade científica que promove a sua respectiva disciplina, profissão ou grupo de disciplinas científicas relacionadas. A adesão pode ser aberta a todos, exigir a posse de credenciais científicas ou conferida por meio de uma eleição. A maioria das sociedades científicas são organizações sem fins lucrativos.
O processo de profissionalização da ciência, que foi iniciado no século XIX, foi parcialmente possibilitado pela criação de distintas academias de ciências nacionais, como a italiana Accademia dei Lincei em 1603; a britânica Sociedade Real em 1660; a francesa Academia de Ciências em 1666; a estadunidense Academia Nacional de Ciências em 1863; a alemã Sociedade Kaiser Wilhelm em 1911; e a chinesa Academia de Ciências em 1949. Organizações científicas internacionais, como o Conselho Internacional de Ciência, dedicam-se à cooperação internacional para o avanço da ciência.

### Prêmios
Os prêmios científicos geralmente são concedidos a indivíduos ou organizações que fizeram contribuições significativas para uma determinada disciplina. Muitas vezes são concedidos por instituições de prestígio, por isto é considerado uma grande honra para um cientista recebê-los. Desde o início do período do Renascimento, os cientistas são frequentemente premiados com medalhas, dinheiro e títulos especiais. O Prêmio Nobel, um prêmio de prestígio amplamente reconhecido internacionalmente, é concedido anualmente àqueles que alcançaram avanços científicos em áreas como medicina, física e química.

## Sociedade

### Financiamento e políticas

Orçamento da NASA como percentagem do orçamento federal do governo dos Estados Unidos, atingindo um máximo de 4,4% em 1966 e diminuindo lentamente desde então.

A pesquisa científica é frequentemente financiada por meio de um processo competitivo em que potenciais projetossão avaliados e apenas os mais promissores recebem financiamento. Tais processos, que são geridos pelo governo, por empresas ou por fundações, alocam fundos escassos. O financiamento total da pesquisa na maioria dos países desenvolvidos, por exemplo, situa-se entre 1,5% e 3% do PIB. Entre os países-membros da Organização para a Cooperação e Desenvolvimento Econômico (OCDE), cerca de dois terços da pesquisa e desenvolvimento nos domínios científico e técnico são realizados pela indústria e 20% e 10%, respetivamente, pelas universidades e pelo governo. A proporção de financiamento governamental em determinados domínios é mais elevada e domina a investigação nas ciências sociais e nas humanidades. Nas nações menos desenvolvidas, o governo fornece a maior parte dos fundos para a pesquisa científica básica.
Muitos governos dedicaram agências para apoiar a pesquisa científica, como a Fundação Nacional da Ciência nos Estados Unidos, o Conselho Nacional de Pesquisa Científica e Técnica na Argentina, Organização de Pesquisa Científica e Industrial da Commonwealth na Austrália, Centro Nacional de Pesquisa Científica, a Sociedade Max Planck na Alemanha, Conselho Nacional de Pesquisa na Espanha e a Academia de Ciências no Brasil. Na pesquisa e desenvolvimento comercial, todas as empresas, exceto as mais orientadas para pesquisa, concentram-se mais fortemente nas possibilidades de comercialização a curto prazo do que na pesquisa motivada pela curiosidade.
A política científica preocupa-se com políticas públicas que afetam a conduta do empreendimento científico, incluindo o financiamento de pesquisas, muitas vezes na prossecução de outros objetivos políticos nacionais, como a inovação tecnológica para promover o desenvolvimento de produtos comerciais, de armas, de assistência médica e de monitorização ambiental. O objetivo da política científica é considerar como a ciência e a tecnologia podem melhor servir o público. As políticas públicas podem afetar diretamente o financiamento de ativos fixos e infraestruturas intelectuais para a pesquisa industrial, fornecendo incentivos fiscais às organizações financiadoras.

### Educação e conscientização

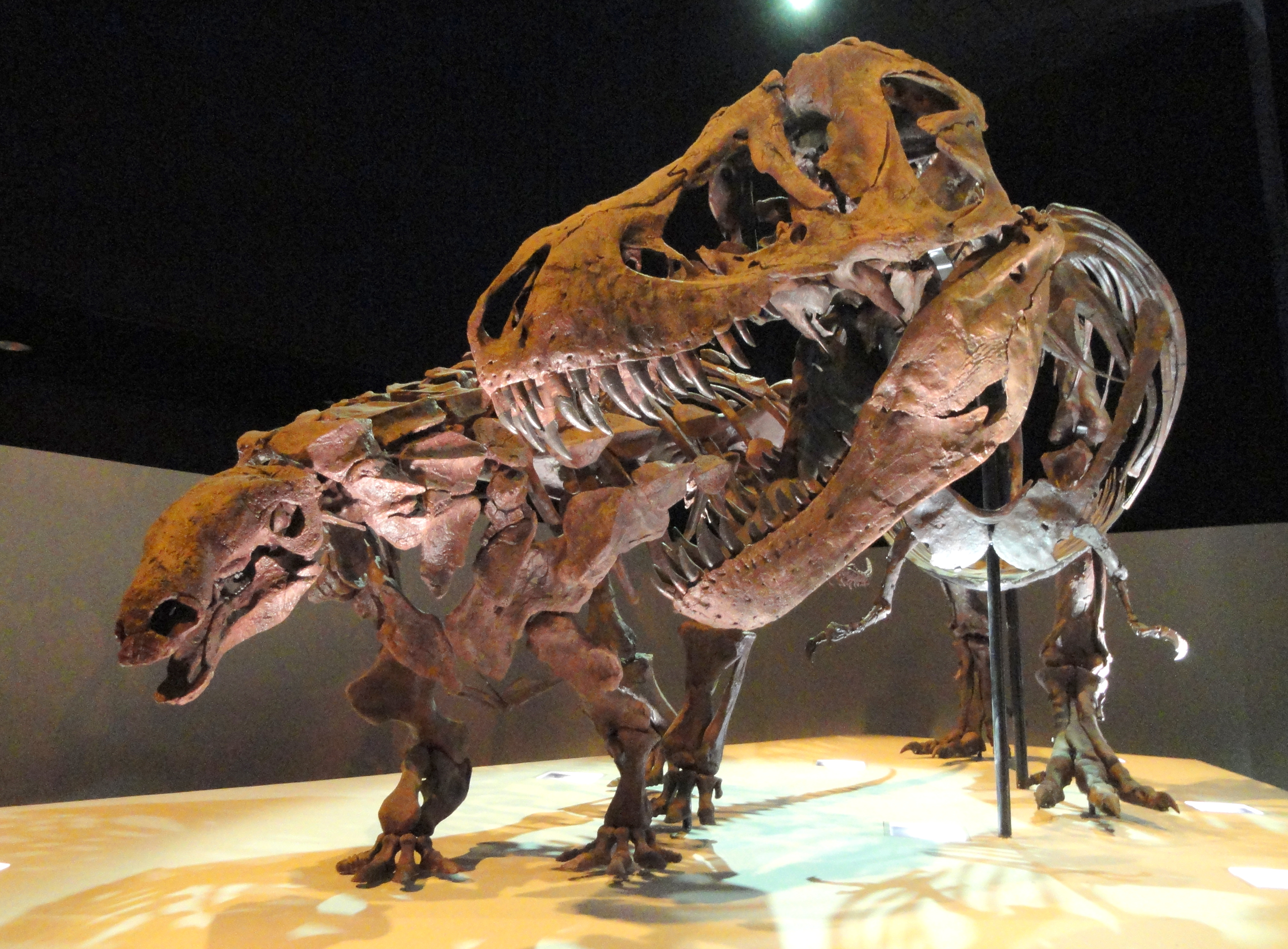
Exposição de dinossauros no Museu de Ciências Naturais de Houston

A educação científica para o público em geral está incorporada no currículo escolar e é complementada por conteúdo pedagógico online, museus, revistas e blogs científicos. A alfabetização científica preocupa-se principalmente com a compreensão do método científico, unidades e métodos de medição, empirismo, uma compreensão básica das estatísticas (correlações, observações qualitativas versus quantitativas, etc), bem como uma compreensão básica dos principais campos científicos, como como física, química, biologia, ecologia, geologia e computação. À medida que o aluno avança para estágios mais elevados da educação formal, o currículo se torna mais aprofundado. As disciplinas tradicionais normalmente incluídas no currículo são as ciências naturais e formais, embora recentemente também tenham sido incluídas algumas ciências sociais e aplicadas.
Os meios de comunicação social enfrentam diversas pressões que por vezes podem impedi-los de retratar com precisão afirmações científicas concorrentes por conta de sua credibilidade dentro da comunidade científica como um todo. Determinar quanto peso atribuir aos diferentes lados num debate científico pode exigir conhecimentos consideráveis sobre o assunto. Poucos jornalistas têm conhecimento científico real e até mesmo os repórteres especializados que conhecem determinadas questões científicas podem desconhecer outras áreas científicas que subitamente são solicitados a cobrir.
Revistas científicas como a New Scientist e a Scientific American, atendem às necessidades de um público muito mais amplo e fornecem um resumo não técnico de áreas populares de pesquisa, incluindo descobertas e avanços notáveis em determinados campos de pesquisa. O gênero de ficção científica, principalmente a ficção especulativa, também pode ajudar transmitir as ideias e métodos da ciência ao público em geral.

### Anticiência
Embora o método científico seja amplamente aceito na comunidade científica, algumas frações da sociedade rejeitam certas posições científicas ou são céticas em relação à ciência. Exemplos são a noção comum de que a COVID-19 não é uma grande ameaça à saúde pública (opinião de 39% dos estadunidenses em agosto de 2021) ou a crença de que as alterações climáticas não são uma grande ameaça (opinião também defendida por 40% dos estadunidenses no final de 2019 e início de 2020). Os psicólogos apontaram quatro fatores que levam à rejeição dos resultados científicos:
- As autoridades científicas são por vezes vistas como inexperientes, indignas de confiança ou tendenciosas.
- Alguns grupos sociais marginalizados podem ter atitudes anticientíficas, em parte porque estes grupos têm sido frequentemente explorados em experiências antiéticas.[254]
- As mensagens dos cientistas podem contradizer crenças religiosas ou morais profundamente arraigadas.
- A transmissão de uma mensagem científica pode não ser adequadamente direcionada ao estilo de aprendizagem do destinatário.

As atitudes anticientíficas parecem ser frequentemente causadas pelo medo da rejeição nos grupos sociais. Por exemplo, as alterações climáticas são percebidas como uma ameaça por apenas 22% dos da população estadunidense no lado direito do espectro político, mas por 85% dos que estão do lado esquerdo. Ou seja, se alguém da direita considerar as alterações climáticas como uma ameaça, essa pessoa poderá enfrentar o desprezo e ser rejeitada naquele grupo social. Na verdade, as pessoas podem preferir negar um fato cientificamente aceito do que perder ou pôr em risco o seu estatuto social.

### Política

Opinião pública sobre o aquecimento global nos Estados Unidos por partido político

As atitudes em relação à ciência são frequentemente determinadas por opiniões e objetivos políticos. Sabe-se que grupos de interesse, sejam eles governamentais ou empresariais, fazem uso de pressão jurídica e econômica para influenciar pesquisadores científicos. Muitos fatores podem atuar como facetas da politização da ciência, como o anti-intelectualismo, aquilo que é visto como uma ameaça às crenças religiosas e o medo por conta de interesses comerciais. A politização da ciência é geralmente conseguida quando a informação científica é apresentada de uma forma que enfatiza a incerteza associada à evidência científica. Táticas como mudar a conversa, não reconhecer os fatos e capitalizar as dúvidas sobre o consenso científico têm sido utilizadas para ganhar mais atenção para pontos de vista que foram minados por provas científicas. Exemplos de questões que envolveram a politização de temas científicos incluem o negacionismo climático, os efeitos dos pesticidas na saúde e os efeitos do tabaco na saúde.